# Enantiophylla
Enantiophylla là chi thực vật có hoa trong họ Apiaceae.